# Stefan Wiśniewski (powstaniec warszawski)

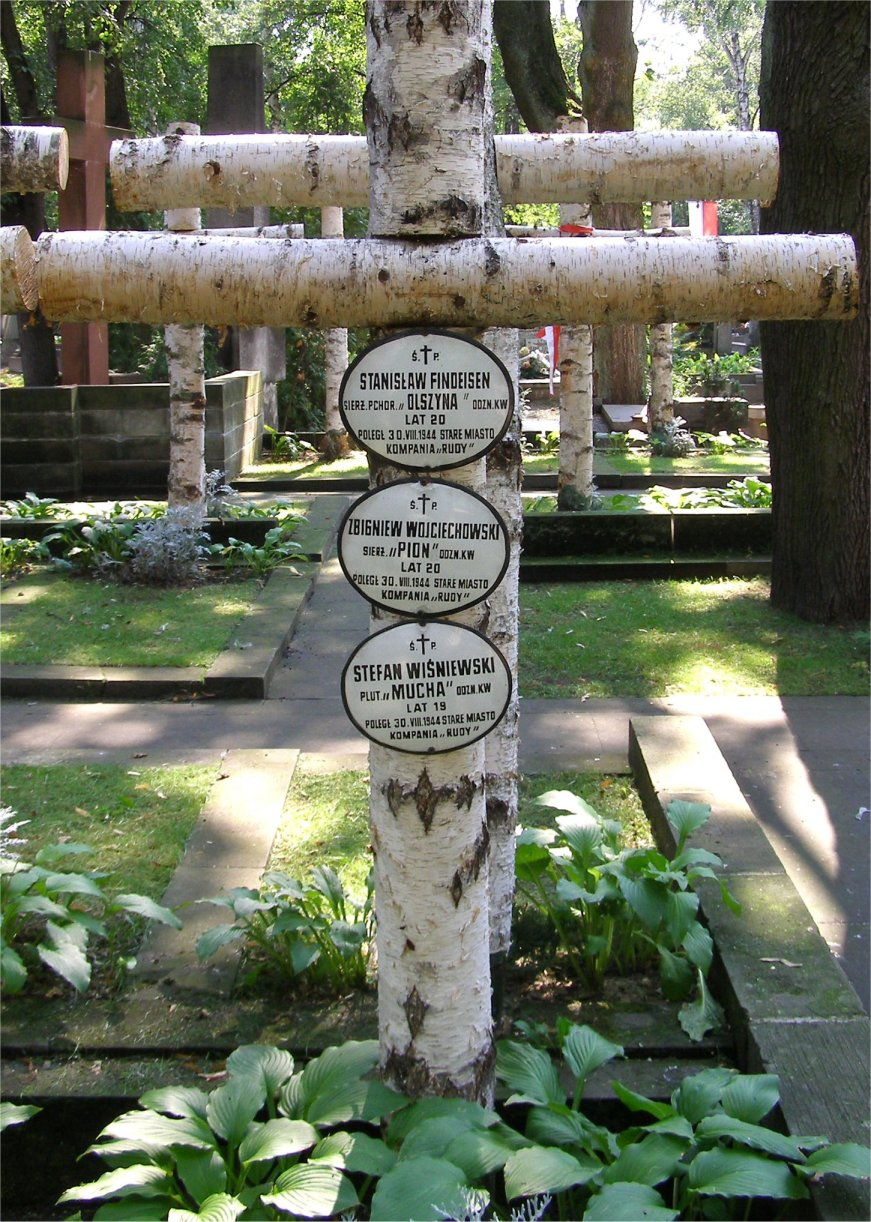
Mogiła na Powązkach

Stefan Wiśniewski ps. „Mucha” (ur. 27 kwietnia 1925 w Czeladzi, zm. ok. 30 sierpnia 1944 w Warszawie) – plutonowy, uczestnik powstania warszawskiego w 2. kompanii „Rudy” III plutonie „Felek” batalionu „Zośka” Armii Krajowej. Syn Mariana.

## Życiorys
Poległ najprawdopodobniej 30 sierpnia 1944 w walkach powstańczych na Starym Mieście w rejonie ul. Sapieżyńskiej. Miał 20 lat. Pochowany w kwaterach żołnierzy i sanitariuszek batalionu „Zośka” na Wojskowych Powązkach w Warszawie wraz z sierż. pchor. Stanisławem Findeisenem (ps. „Olszyna”) i sierż. Zbigniewem Wojciechowskim (ps. „Pion”) (kwatera A20-3-11).
Odznaczony Krzyżem Walecznych.